# 岩松了
岩松了（日语：／ Iwamatsu Ryō，1952年3月26日—），日本的剧作家，演出家，演员以及电影导演。

## 来历
出生于日本长崎县川棚町，从长崎县立川棚高等学校毕业，进入了东京外国语大学的外国语学部俄语学科，中途退学，在经历了自由剧场，剧团东京干电池等演绎剧团后加入了今天的钝牛俱乐部。在1989年因为著作“蒲团和达磨”（『蒲団と達磨』）获得了“岸田国士戏曲赏”，1993年获得了“纪伊国屋演剧赏”，1998年因为“电视·年代”（『テレビ・デイズ』）获得了“读卖文学奖”。近几年，岩松出演了不少电视连续剧和电影主要以搞笑，风趣乃至文艺的角色频多。

## 主要作品

### 电影
出演
- 转转（2007年）
- 邻近城市战争（日语：となり町戦争）（2007年）
- 速成沼泽（日语：インスタント沼）（2009年）
- 從河底問好（2010年）
- 去看小洋蔥媽媽（2013年）
- 新·超人力霸王（2022年） - 小室肇

导演
- 草食男的幸福（日语：たみおのしあわせ）（2008年）

其它
- 东京日和（1997年）编剧，获得“第21回日本电影金像奖”优秀编剧奖。

### 电视剧
- 怪談百物語（2002年）出演
- 帥哥醫生（ブラックジャックによろしく）（2003年）出演店主。
- 失去城堡的人（砦なき者）（2004年）出演多島芳。
- 时效警察（時効警察）（2005年）同时担当了导演，剧本，和时效管理课长·熊本的角色。
- 交响情人梦（のだめカンタービレ）（2006年），出演野田辰男。
- 时效警察归来（帰ってきた時効警察）（2007年），出演时效管理课长·熊本。
- 明天的喜多善男（あしたの、喜多善男〜世界一不運な男の、奇跡の11日間〜）（2008年），出演江端达夫。
- 绝对男友（絶対彼氏～完全無欠の恋人ロボット～）（2008年），出演井泽芳春。
- 审计风云（日语：監査法人 (テレビドラマ)）（2008年）出演须贺室长。
- 超人刑警（日语：超人ウタダ）（2009年），出演山田四郎。
- 天地人（天地人）（2009年NHK大河剧），出演真田昌幸。
- 官僚们的夏天（官僚たちの夏）（2009年），出演小宫山社长。
- 深夜食堂（深夜食堂）（2009年），出演料理評論家·戶山正夫的角色。
- 外交官 黑田康作（外交官 黒田康作）（2011年），出演山路警部。
- 韋駄天～東京奧運故事～（いだてん〜東京オリムピック噺〜）（2019年NHK大河剧），出演岸清一（日语：岸清一）。
- 大豆田永久子與三個前夫（大豆田とわ子と三人の元夫）（2021年），出演大豆田旺介。
- 火星-零的革命-（マルス-ゼロの革命-）（2024年），出演小宮山茂。
- 編舟記（舟を編む）（2024年），出演荒木公平。
- 海的開始（海のはじまり）（2024年），出演田邊繁。

### 網路劇
- 沒有季節的小墟（（2023年），出演京太。